# Relazioni bilaterali tra Moldavia e Russia
Le relazioni bilaterali tra Moldavia e Russia sono iniziate dopo la dissoluzione dell'Unione Sovietica.
Tra il 2022 ed il 2023 inizia la crisi tra i due paesi a causa della guerra in Ucraina e delle tensioni politiche filo-russe.
Inoltre, le relazioni tra la Repubblica di Moldavia e la Federazione Russa sono iniziate in modo teso a causa del fatto che la Transnistria, regione separatista, era ed è sostenuta dalla Russia nelle sue tendenze secessioniste. Gli analisti affermano che la Transnistria è una creazione russa con l'obiettivo di evitare l'unificazione della Moldavia con la Romania negli anni '90.